# Educație chimică

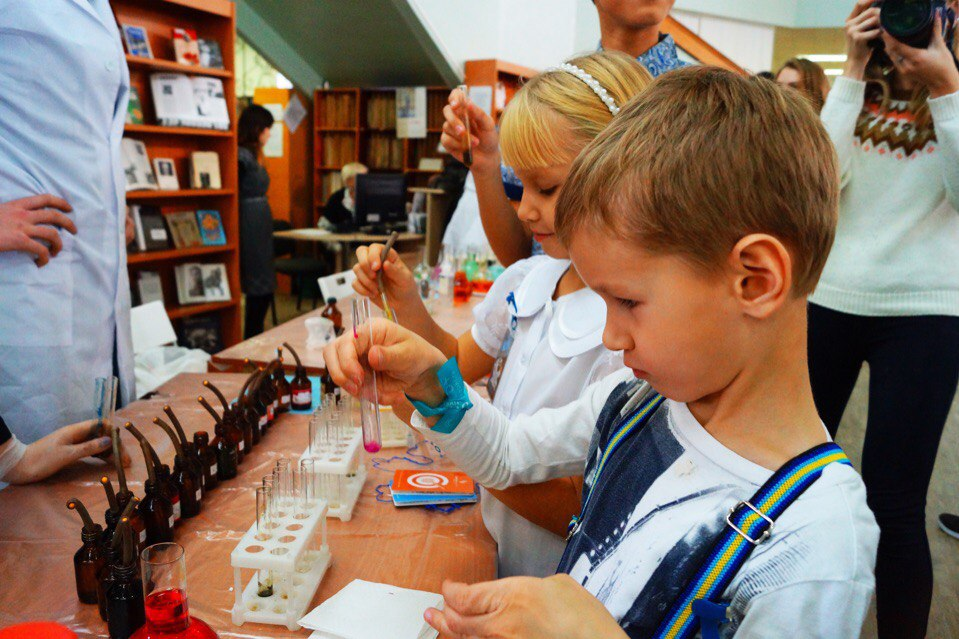
Târg de științe în Samara (Rusia)

Educația chimică reprezintă studiul metodelor de predare și de învățare în domeniul chimiei, și face parte din programul educațional STEM (engleză Science, Technology, Engineering and Mathematics).